# 滁州经济技术开发区
滁州经济技术开发区是中华人民共和国安徽省滁州市的一个开发区。

## 行政区划
下辖以下地区：凤凰街道、紫薇街道。